# Charmant
Charmant är en kommun i departementet Charente i regionen Nouvelle-Aquitaine i västra Frankrike. Kommunen ligger  i kantonen Villebois-Lavalette som ligger i arrondissementet Angoulême. År 2018 hade Charmant 342 invånare.

## Befolkningsutveckling
Antalet invånare i kommunen Charmant
Referens:INSEE